# ТЕС GNA I
ТЕС GNA I (Gas natural do Acu I) – теплова електростанція, що споруджується в бразильському штаті Ріо-де-Жанейро.
У другій половині 2010-х в муніципалітеті Сан-Жуан-да-Барра розпочалось спорудження потужного портового та індустріального комплексу Ачу. В його складі діятиме термінал для імпорту зрідженого природного газу та кілька електростанцій, зокрема, ТЕС Gas natural do Acu I, введення якої в експлуатацію заплановане на 2021 рік.
В межах проекту GNA I створюється парогазовий блок комбінованого циклу потужністю 1238 (за іншими даними – 1299) МВт. У ньому встановлять три газові турбіни Siemens SGT6-8000H, які через відповідну кількість котлів-утилізаторів живитимуть одну парову турбіну Siemens SST6-5000.
Як паливо станція споживатиме природний газ.
Для охолодження використовуватиметься морська вода, забір та перекачування якої здійснюватиме плавуча установка з регазифікації та зберігання зрідженого природного газу BW Magna.
Видача продукції відбуватиметься по ЛЕП, розрахованій на роботу під напругою 345 кВ.
Проект реалізують компанії Siemens (33%) та Gas Natural Acu (67%). Остання належить Prumo Logistica (70%), яка реалізує проект порта Ачу, та BP (30%), котра забезпечуватиме поставки ЗПГ для терміналу. Вони ж планують у першій половині 2020-х додати ТЕС GNA II потужністю 1700 МВт.